# ソルスターフィア
ソルスターフィア (Sólstafir) は、1995年にアイスランドで結成されたブラック・メタル、プログレッシヴ・メタルバンド。バンド名は薄明光線を意味するアイスランド語に由来する。

## ディスコグラフィー

### アルバム
- 2002：Í Blóði og Anda
- 2005：Masterpiece of Bitterness
- 2009：Köld
- 2011：Svartir Sandar
- 2014：Ótta
- 2017 : Berdreyminn
- 2020 : Endless Twilight of Codependent Love
- 2024 : Hin Helga Kvöl

### EPs
- 1996：Til Valhallar
- 2002：Black Death

### デモ
- 1995：Í Norðri
- 2002：Black Death
- 2005：Promo 2004

### シングル
- 2014: Ótta